# Bocea
Bocea a fost o așezare situată în lunca Timișului, în Banat, la nord de Chevereșu Mare, în sudul pădurii Chevereș, între Dragșina și Sârbova.

## Atestare documentară
- 1459 - Bothiamartonfalwa, utraque Bothwa
- 1724 - Potyua
- 1740 - Potchia
- 1761 - Bothia

La mijlocul secolului al XVIII-lea, așezarea a fost strămutată, în contextul sistematizării tereziene, în partea de nord a satului Chevereșu Mare. Pe harta Griselini, 1774, satul Bocea nu mai apare. Pe harta rezultată din cea de-a doua ridicare topografică a Imperiului Habsburgic, în mijlocul pădurii Chevereș, în stânga drumului care astăzi duce spre tabăra omonimă, este figurată Pojana Botja. Aceasta permite o localizare precisă a vetrei așezării dispărute.
Astăzi unul dintre cartierele din Chevereșu Mare poartă numele Bocea.